# Seznam francoskih arhitektov
Seznam francoskih arhitektov.

## A
- Paul Abadie
- Paul Andreu
- Jacques II. Androuet du Cerceau
- Léon Azéma (1888-1978)

## B
- Albert Baert
- Antoine-Nicolas Bailly
- Victor Baltard
- Anatole de Baudot
- François-Joseph Bélanger
- Jean Blanchard
- André Bloc
- Jacques-François Blondel
- Jean de Bodt
- Yves Boiret
- Philippe Bonnin
- Jean-Baptiste Bouchardon (1667–1742)
- Juste-Nathan François Boucher
- Étienne-Louis Boullée (1728–1799)
- Alexandre-Théodore Brongniart
- Salomon de Brosse
- Libéral Bruant (~1635-1697)
- Jean Bullant

## C
- Henri-Jean Calsat
- Georges Candilis (1913-95) (grš. rodu, r. v Azerbajdžanu)
- Jacques Carlu
- Jean-Louis Cohen
- Pierre Contant d'Ivry
- Le Corbusier (pravo ime Charles Edouard Jeanneret - rojen v Švici)
- Jules-Robert de Cotte
- Robert de Cotte
- François de Cuvilliés

## D
- Charles Dalmas
- Marcel Dalmas
- Alphonse Defrasse
- Martine Delaleuf
- Philibert Delorme
- Alexandre-Dominique Denuelle
- Louis Jean Desprez
- Gabriel-Hippolyte Destailleur

## E
- Max Edrei
- Gustave Eiffel
- Antoine Étex

## F
- Pierre Francois Leonard Fontaine
- Jean-Camille Formigé
- Jules Formigé
- Yona Friedmann (madžarsko-francoski Jud)

## G
- Ange-Jacques Gabriel
- Charles Garnier
- Tony Garnier
- Charles Girault
- Eileen Gray (1878-1976) (irsko-fr. oblikovalka)
- Hector Guimard
- Antoine Grumbach

## H
- Jules Hardouin-Mansart
- Georges-Eugène Haussmann
- Villard de Honnecourt

## J
- Jean d´Orbais (1. pol. 13. stol.)
- Pierre Jeanneret (rojen v Švici)

## L
- Georges Labro
- Henri Labrouste
- Philippe de La Hire
- Victor Laloux
- Jean-Baptiste Lassus
- Jesse F. Lauck
- Alphonse Laurencic?
- Louis-Hippolyte Lebas
- Jean-Baptiste Alexandre Le Blond
- Charles Le Brun
- Claude Nicolas Ledoux
- Jean-Laurent Le Geay
- Jacques Lemercier
- Louis Le Vau
- Sébastien Le Prestre de Vauban
- Jean-Jacques Lequeu
- Julien-David Le Roy
- Pierre Lescot
- André Le Nôtre
- André Lurçat

## M
- Robert Mallet-Stevens
- François Mansart
- Daniel Marot
- Jean Marot
- Louis Métezeau
- Richard Mique
- Armand Claude Mollet
- Charles Mollet

## N
- Henri Paul Nénot
- Jean Nouvel

## O
- Philibert de l'Orme

## P
- Charles Percier
- Charles Perrault
- Claude Perrault
- Dominique Perrault
- Auguste Perret
- Charlotte Perriand
- Jean-Rodolphe Perronet
- Alain Charles Perrot
- Christian de Portzamparc
- Bernard Poyet
- Léon Henri Prost
- Jean Prouvé
- Pierre Puget

## R
- François Racine de Monville
- Jacques Rougerie

## S
- Pierre Sardou
- Alain Satié
- Jules Saulnier
- Hans Scharoun
- Jacques Germain Soufflot
- Philippe Starck (oblikovalec)

## T
- Roger Taillibert
- Jean-François Thomas de Thomon
- Albert Tournaire

## V
- Louis Le Vau
- Eugène Viollet-le-Duc

## W
- Jean-Michel Wilmotte

## X
- Iannis Xenakis

## Z
- Bernard Zehrfuss
- Aymeric Zublena